# Tom Shoval

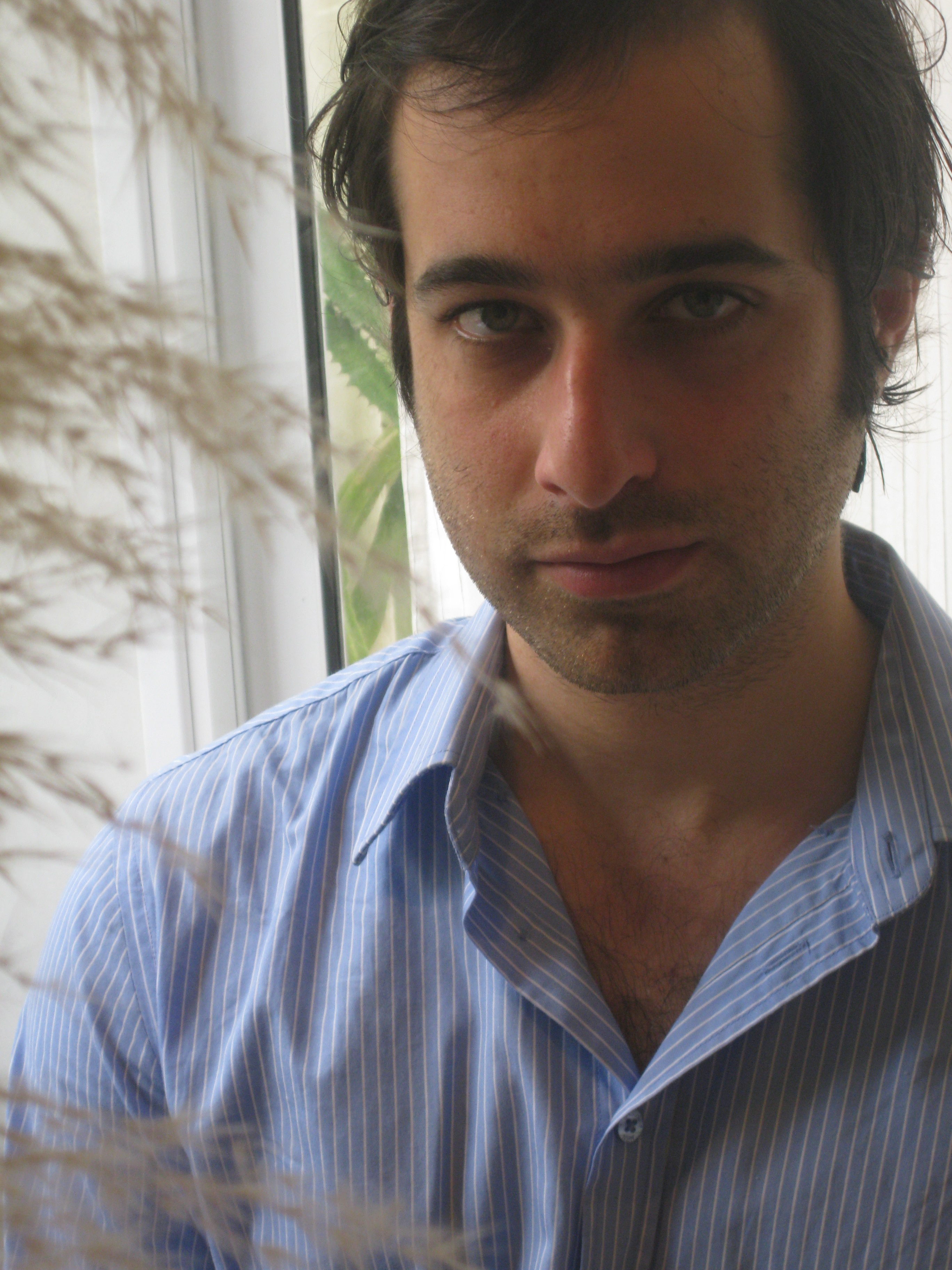
Tom Shoval

Tom Shoval (hebräisch תום שובל; geboren am 8. September 1981 in Petach Tikva) ist ein israelischer Regisseur und Drehbuchautor. Bekannt wurde er durch seinen Spielfilm Youth, der international ausgezeichnet wurde. Seine Werke thematisieren oft soziale und politische Situationen Israels.

## Leben und Wirken
Tom Shoval wurde 1981 in Petach Tikva, Israel, geboren. Er absolvierte sein Studium an der Sam Spiegel School for Cinema and Television in Jerusalem und schloss dieses 2007 mit Auszeichnung ab. Bereits während seiner Studienzeit realisierte er mehrere Kurzfilme, die auf internationalen Filmfestivals präsentiert wurden. Sein Spielfilmdebüt gab er 2013 mit Youth.
Sein erster Spielfilm, Youth, verbindet Elemente des Sozialdramas und des Thrillers und thematisiert die Lebensrealität der israelischen Mittelschicht. Der Film wurde auf der Berlinale uraufgeführt und erhielt mehrere Auszeichnungen, darunter den Preis für den besten Film beim Jerusalem Film Festival. Als Co-Autor war Shoval zudem an dem Kurzfilm Aya beteiligt, der 2015 für den Oscar nominiert wurde. Shoval befasste sich mit der sozialen und politischen Lage Israels: „Meine Generation ist irgendwie verloren. Denn wir tragen die soziale Situation und die politischen Umstände im Land als Last mit uns herum. Dabei wollen sich die Jugendlichen einfach nur ausleben. Aber wir werden sehr schnell erwachsen. Wir gehen früh zur Armee. In Israel heißt der Film »Ha Noar« – »die Jugend«, zu der man aufschaut. Unsere Zukunft. Aber diese Zukunft ist für mich verloren.“
2021 folgte sein zweiter Spielfilm Shake Your Cares Away (Originaltitel: Hasiru Daaga MiLevavchem), der auf dem Jerusalem Film Festival ausgezeichnet wurde.
Im Jahr 2025 präsentierte Shoval auf der Berlinale den Dokumentarfilm A Letter to David (Originaltitel: Michtav Le'David), der sich mit der Entführung des Schauspielers David Cunio durch die Terrororganisation Hamas am 7. Oktober 2023 befasst. In dem Dokumentarfilm verarbeitet Shoval seine persönlichen Erinnerungen und die enge Freundschaft zu David Cunio. Im Zusammenhang mit der Premiere äußerte Shoval, dass er im Vorfeld nervös gewesen sei, da politische Diskussionen zu erwarten waren. In einem Interview erklärte er dazu: „Nicht Angst“... „Aber David ist kein Werkzeug für Politik. Er ist ein Mensch. Das hier ist ein Notfall, es geht um Leben und Tod. Es tut mir weh, dass Leute diesen Fakt runterspielen, um über das große Ganze zu reden. Das Gegenteil müsste der Fall sein.“

## Filmografie (Auswahl)
- 2013: Youth
- 2021: Shake Your Cares Away
- 2021: The Echo of Your Voice (Folge 10)
- 2023: Katya's Hand
- 2025: Michtav Le'David

## Auszeichnungen (Auswahl)
- 2013: Berlinale Youth
- 2013: Taipei Film Festival für Youth
- 2013: Jerusalem Film Festival für Youth Gewinner Haggiag Award Best Israeli Feature Youth
- 2021: Jerusalem Film Festival Gewinner Award for Israeli Cinema Haggiag Competition for Full-Length Israeli Feature Films Shake Your Cares Away
- 2023: Jerusalem Film Festival Best Narrative Short Katya's Hand
- 2025: Berlinale Michtav Le'David